# Кастеллан, Мишель-Анж де
Мишель-Анж де Кастеллан (фр. Michel-Ange de Castellane; 2 октября 1703 — 22 июля 1782, Вилландри), сеньор де Новжан, называвшийся графом де Кастелланом — французский генерал и дипломат.

## Биография
Сын Жана-Франсуа де Кастеллана (1669—1757), сеньора де Новжана, капитана в полку Гриньяна, и Сюзанны де Шапюи.
Служил корнетом в корпусе королевских мушкетеров. Женившись на родственнице кардинала Флёри, смог начать дипломатическую карьеру, получив назначение послом в Константинополь, на «пост блестящий, но гибельный для новичка». Продав свою придворную должность, 24 января 1741 отплыл из Марселя.
В качестве посла при Высокой Порте имел задачи действовать против Австрии, с которой Франция в том же году вступила в войну, сотрудничать с послом Швеции, начавшей войну с Россией, что помешало русским прийти на помощь австрийским союзникам, и с помощью турок оказывать давление на Россию. По причине противоречивости внешей политики Людовика XV, не дававшего своему представителю четких указаний и не оказывавшему достаточной поддержки, Кастеллан потерпел неудачу в Константинополе и был отозван. Дождавшись прибытия сменщика, графа дез Аллё, из-за морской блокады добиравшегося кружным путем через польские земли, Кастеллан весной 1748 покинул османскую столицу и через Спалато и Венецию вернулся на родину.
Капитан Орлеанского драгунского полка, подполковник в полку д'Э (1746). Бригадир (10.02.1759), кампмаршал (25.06.1762). В 1748 году стал губернатором Ньора.
23 июля 1754 приобрел за 90 тысяч ливров сеньорию Вилландри, которая в 1758 году была возведена в ранг графства. Провел значительные работы по перестройке замка Вилландри.

## Семья
Жена (5.10.1729): Катрин де Латрей де Сурб (ум. 1.02.1768), дочь Антуана де Латрея, сеньора де Сорба, и Анн де Виссек де Латюд 
Дети:
- Эспри-Франсуа-Анри (13.09.1730—12.05.1799), сеньор де Новжан. Жена (1750): Луиза-Шарлотта-Арманда Шарон де Менар (1732—1797), дочь Мишеля-Жана-Батиста Шарона, маркиза де Менара, и Анн де Кастра де Ларивьер
- Жан-Арно (11.12.1733—9.09.1792), епископ Манда